# ID.Entity
ID.ENTITY – ósmy album studyjny polskiej grupy progrockowej Riverside, wydany 20 stycznia 2023 przez Mystic Production w Polsce / InsideOut Music za granicą.

## Lista utworów
Opracowano na podstawie materiału źródłowego.
| CD 1 | CD 1                       | CD 1    |
| Nr   | Tytuł utworu               | Długość |
| ---- | -------------------------- | ------- |
| 1.   | „Friend Or Foe?”           | 7:29    |
| 2.   | „Landmine Blast”           | 4:50    |
| 3.   | „Big Tech Brother”         | 7:24    |
| 4.   | „Post-Truth”               | 5:37    |
| 5.   | „The Place Where I Belong” | 13:16   |
| 6.   | „I'm Done With You”        | 5:52    |
| 7.   | „Self-Aware”               | 8:43    |
|      |                            | 53:11   |

| CD 2 (Bonus Disc) | CD 2 (Bonus Disc)              | CD 2 (Bonus Disc) |
| Nr                | Tytuł utworu                   | Długość           |
| ----------------- | ------------------------------ | ----------------- |
| 1.                | „Age Of Anger”                 | 11:56             |
| 2.                | „Together Again”               | 6:29              |
| 3.                | „Friend Or Foe? (Single Edit)” | 6:00              |
| 4.                | „Self-Aware (Single Edit)”     | 5:30              |
|                   |                                | 29:55             |